# Viking (Schiff, 1968)
Das Passagiermotorschiff Viking war ein Ausflugs- und Butterschiff der Flensburger Förde-Reederei GmbH. Das Schiff wurde 1968 in Dienst gestellt und war bis Januar 1999 im Einsatz, die letzten Jahre in Charter der Viking Reederei GmbH.
Die letzte planmäßige Abfahrt hatte das Schiff am 3. Januar 1999 um 16.30 Uhr von Gråsten in Dänemark nach Glücksburg und zurück.
Anschließend wurde das Schiff nach Flensburg überführt und einige Zeit später dem neuen Reeder übergeben.
Fortan war es für die Oderhaff Seetouristik Reederei Peters als Christiane II im Einsatz.
Nach einiger Zeit wurde das Schiff an Zegluga Pomorska verkauft, neuer Name Renata I, das Schiff wurde auf der Linie Swinemünde–Ahlbeck eingesetzt.
Nach dem Beitritt Polens in die EU wurden auch hier Butterfahrten verboten.
Das Schiff ging dann nach Kroatien, wurde später wieder in Viking umbenannt und ist weiterhin im Einsatz.
Vom Flensburger Hafen aus fuhr bis 2015 in Anlehnung an die alte Viking von 1968 ein Nachfolgeschiff mit demselben Namen als Ausflugsschiff. Nachdem dieses nicht mehr fahrtüchtig war, wurde es verschrottet und durch ein neues Schiff ersetzt, das abermals den Namen Viking erhielt.
Die Viking liegt in Zadar (Kroatien) vor Anker, das Schiff ist in sehr schlechtem Zustand.